# Futuristiska manifestet
Futuristiska manifestet, skrivet av den italienska poeten Filippo Tommaso Marinetti, publicerades första gången i den italienska tidningen Gazzetta dell'Emilia i Bologna  5 februari 1909 och på franska - med en större internationell genomslagskraft - som "Manifeste du futurisme" i Le Figaro den 20 februari 1909. Den blev grunden till en modernistisk konströrelse som kom att kallas futurismen. Futurismen förkastade historien, hyllade hastigheten, maskinen, våldet, ungdomen och industrin, och eftersträvade en modernisering och en kulturell föryngring av Italien.

## Futurismens manifest (utdrag)
1. Vi vill besjunga kärleken till faran, förtrogenheten med energin och oförvägenheten.
2. Mod, djärvhet och uppror skall bli grundelement i vår poesi.
3. Litteraturen har hittills förhärligat den tankfulla stillheten, kärleksruset och sömnen. Vi vill förhärliga den aggressiva rörelsen, den febriga sömnlösheten, språnget, saltomortalen, örfilen och smockan.
4. Vi förklarar att världens härlighet berikats med en ny skönhet: fartens skönhet. En racerbil med motorhuven prydd med stora tuber som liknar ormar med explosiv andedräkt...en rytande automobil som verkar driven av en kulspruta är vackrare än Nike från Samothrake.
5. Vi vill besjunga människan vid ratten, vars stång tycks gå tvärs igenom jorden, som även den har full tävlingsfart i sin omloppsbana.
6. Poeten måste med hetta, överdåd och generositet hänge sig åt att stimulera naturelementens entusiastiska intensitet.
7. Det finns ingen skönhet utom i kampen. Inget verk som inte har en aggressiv karaktär kan vara ett mästerverk. Poesin bör uppfattas som en våldsam attack mot de okända krafterna, för att tvinga dem att underkasta sig människan.
8. Vi befinner oss på seklernas yttersta udde!... Varför skulle vi se tillbaka när vi vill slå in de hemlighetsfulla portarna till de Omöjliga? Tiden och Rummet dog i går. Vi lever redan i det absoluta, eftersom vi redan har skapat den eviga och överallt närvarande hastigheten.
9. Vi vill förhärliga kriget - världens enda hygien - militarismen, patriotismen, anarkistens destruktiva handling, de sköna idéer för vilka man dör samt föraktet för kvinnan.
10. Vi vill förstöra museerna, biblioteken, akademier, av alla slag och bekämpa moralism, feminism och varje opportunistisk eller utilitarisk feghet.
11. Vi kommer att besjunga de stora folkmassorna, hetsade av arbete, nöjen eller uppror.

### Fotnoter
1. ↑  Gunnar Qvarnström: Förord, s 8; Biografiskt, s 183-84. Ingår i Moderna manifest 1: Futurism och dadaism (Almqvist & Wiksell Förlag AB, 1973).